# Georg Teigl
Georg Teigl (Bécs, 1991. február 9. –) osztrák korosztályos válogatott labdarúgó, az Admira Wacker játékosa.

## Pályafutása

### Fiatal évei
2000-ben a SV Gablitz csapatánál kezdett focizni, majd egy év után a FC Purkersdorf került. 2005-ben már a AKA St. Pölten klubjába nevelkedett egészen 2009-ig. A 2008-09-es szezonban az U19-es csapat játékosaként 19 mérkőzésen 4 gólt szerzett. A következő évben a AKA RB Salzburg játékosaként 9 mérkőzésen szerzett 2 gólt. Eközben a Red Bull Juniors csapatánál is pályára lépett.

### Red Bull Juniors
Miután csatlakozott a másodosztályban szereplő csapathoz rögtön az első mérkőzésen 2009. július 14-én az FC Wacker Innsbruck ellen kezdőként lépett pályára. A mérkőzés 63. percében Marco Meilinger váltotta. A szezon során 12 mérkőzésen lépett pályára. A szezon végén kiestek a másodosztályból.
A 2010–11-es szezont a Regionalliga West-ben kezdték meg. A szezon során megszerezte az első gólját is. 2010 augusztusában a SV Seekirchen csapata ellen volt eredményes a mérkőzés 65. percében. 2011 januárjában  az FC Wacker Innsbruck szerződtetni kívánta, de Teigl hű maradt klubjához és nem távozott. Remek teljesítményének köszönhetően alapember lett és 20 mérkőzésen szerzett 4 góljával felkeltette Dietrich Mateschitz figyelmét is.

### Red Bull Salzburg

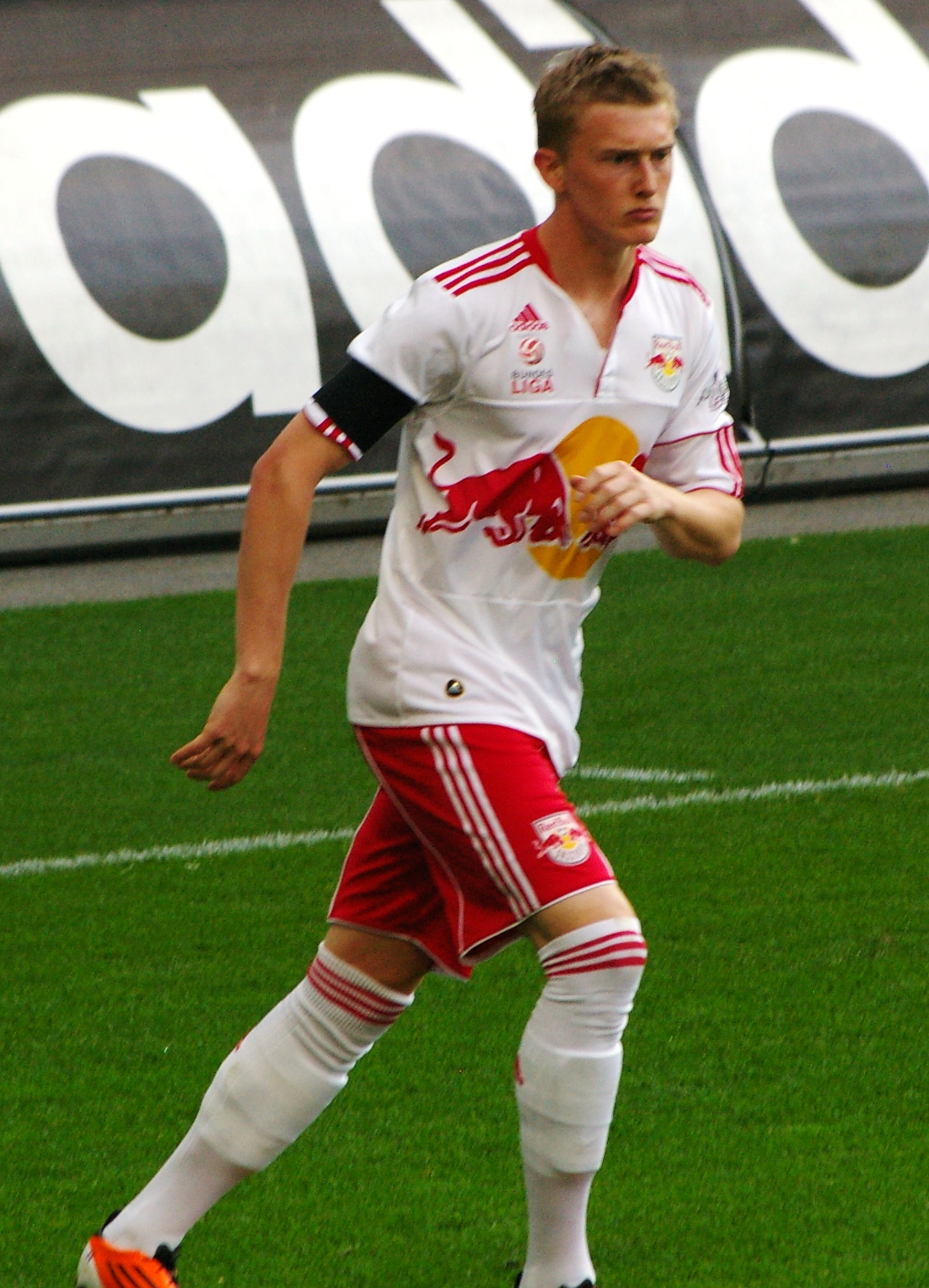
Georg 2011-ben a Red Bull Salzburg mezében

2011. április 16-án debütált a FC Red Bull Salzburg csapatában az osztrák első osztályban a Sturm Graz csapata ellen, a félidőben váltotta Jakob Jantschert és gólpasszt adott a mesterhármast szerző Alannak a 86. percben. A szezon során még 7 bajnoki mérkőzésen lépett pályára és ezeken 2 gólpasszt is jegyzett. Remek teljesítménye eredménye egy 3 éves szerződés lett.
A 2011–12-es szezonban debütált az Európa-ligában  a lett FK Liepājas Metalurgs ellen kezdőjátékosként. Első gólját az Austria Wien elleni 3–2-re elvesztett bajnoki mérkőzésén szerezte meg. A kupában az előző klubja a Red Bull Juniors ellen volt eredményes. A bajnokságban 23 mérkőzésen 2 gólt szerzett. Az Európa-ligában 6 mérkőzésen kapott lehetőséget, valamint a kupában 2 mérkőzésen 1 gólt jegyzett. A szezont bajnok és kupagyőztesként zárta csapatával.
A 2012–13-as szezonban egyre több alkalommal volt csere. 33 bajnoki mérkőzésen 5 gólt szerzett. Marco Meilinger és Yordy Reyna cseréjeként lépett legtöbbször pályára a szezon során. A Wolfsberger AC, az SV Ried, az SV Mattersburg és az FC Wacker Innsbruck elleni oda-visszavágó mérkőzésen volt eredményes. A kupában Stegersbach ellen szerzett gólt.
A következő szezonban mindössze csak 6 bajnokin kapott lehetőséget. Ezek után elhagyta ausztriát és a német testvércsapathoz, az RB Leipzig együtteséhez szerződött.

### RB Leipzig
2014 januárjában a német 3. ligában szereplő RB Leipzig csapatához szerződött 2015 nyaráig. Christian Müller helyére érkezett, aki néhány nappal korábban súlyosan megsérült.

## Válogatott
Georg Teigl 2009-ben debütált a Osztrák U19-es válogatottban. Részt vett a 2010-es U19-es labdarúgó-Európa-bajnokságon. A csoportmérkőzés utolsó mérkőzésén gólpasszt adott Marco Djuricinnak a Holland U19-es válogatott ellen. A 2011-es U20-as labdarúgó-világbajnokságon is részt vett Kolumbiában.

## Statisztika
| Klub                 | Szezon   | Bajnokság | Bajnokság | Kupa  | Kupa | Nemzetközi | Nemzetközi | Összesen | Összesen |
| Klub                 | Szezon   | Mérk.     | Gól       | Mérk. | Gól  | Mérk.      | Gól        | Mérk.    | Gól      |
| -------------------- | -------- | --------- | --------- | ----- | ---- | ---------- | ---------- | -------- | -------- |
| Red Bull Juniors     | 2009-10  | 12        | 0         | 1     | 0    | -          | -          | 13       | 0        |
| Red Bull Juniors     | 2010-11  | 20        | 4         | 1     | 0    | -          | -          | 21       | 4        |
| FC Red Bull Salzburg | 2010-11  | 8         | 0         | 0     | 0    | 0          | 0          | 8        | 0        |
| FC Red Bull Salzburg | 2011-12  | 23        | 2         | 2     | 1    | 6          | 0          | 31       | 3        |
| FC Red Bull Salzburg | 2012-13  | 33        | 5         | 5     | 1    | 1          | 0          | 39       | 6        |
| FC Red Bull Salzburg | 2013-14  | 6         | 0         | 1     | 0    | 2          | 0          | 9        | 0        |
| RB Leipzig           | 2013-14  | 13        | 0         | 0     | 0    | -          | -          | 13       | 0        |
| RB Leipzig           | 2014-15  | 30        | 3         | 2     | 0    | 0          | 0          | 32       | 3        |
| RB Leipzig           | 2015-16  | 11        | 0         | 1     | 0    | 0          | 0          | 12       | 0        |
| Összesen             | Összesen | 156       | 14        | 13    | 2    | 9          | 0          | 178      | 16       |

## Sikerei, díjai

### Klub
- Red Bull Salzburg:
  - Osztrák Bundesliga: 2011–12, 2013–14
  - Osztrák kupa: 2012